# PDCD2
PDCD2 (англ. Programmed cell death 2) — білок, який кодується однойменним геном, розташованим у людей на короткому плечі 6-ї хромосоми. Довжина поліпептидного ланцюга білка становить 344 амінокислот, а молекулярна маса — 38 592.
| 10         |  | 20         |  | 30         |  | 40         |  | 50         |
| ---------- |  | ---------- |  | ---------- |  | ---------- |  | ---------- |
| MAAAGARPVE |  | LGFAESAPAW |  | RLRSEQFPSK |  | VGGRPAWLGA |  | AGLPGPQALA |
| CELCGRPLSF |  | LLQVYAPLPG |  | RPDAFHRCIF |  | LFCCREQPCC |  | AGLRVFRNQL |
| PRKNDFYSYE |  | PPSENPPPET |  | GESVCLQLKS |  | GAHLCRVCGC |  | LGPKTCSRCH |
| KAYYCSKEHQ |  | TLDWRLGHKQ |  | ACAQPDHLDH |  | IIPDHNFLFP |  | EFEIVIETED |
| EIMPEVVEKE |  | DYSEIIGSMG |  | EALEEELDSM |  | AKHESREDKI |  | FQKFKTQIAL |
| EPEQILRYGR |  | GIAPIWISGE |  | NIPQEKDIPD |  | CPCGAKRILE |  | FQVMPQLLNY |
| LKADRLGKSI |  | DWGILAVFTC |  | AESCSLGTGY |  | TEEFVWKQDV |  | TDTP       |

A: Аланін

C: Цистеїн

D: Аспарагінова кислота

E: Глутамінова кислота

F: Фенілаланін

G: Гліцин

H: Гістидин

I: Ізолейцин

K: Лізин

L: Лейцин

M: Метіонін

N: Аспарагін

P: Пролін

Q: Глутамін

R: Аргінін

S: Серин

T: Треонін

V: Валін

W: Триптофан

Задіяний у таких біологічних процесах, як апоптоз, альтернативний сплайсинг. 
Білок має сайт для зв'язування з іонами металів, іоном цинку, ДНК. 
Локалізований у ядрі.